# Федерация спортивного туризма России
Федера́ция спорти́вного тури́зма Росси́и (ФСТР) — российская общественная спортивная организация, занимающаяся развитием и популяризацией спортивного туризма в РФ и руководящая проведением соревнований в этом виде спорта. Является правопреемником российского общества туристов (РОТ) и туристско-спортивного союза России (ТССР). Входит в состав международной федерации спортивного туризма, объединяющей национальные федерации туризма России, Украины, Белоруссии, Литвы, Казахстана, Киргизии, Латвии, Таджикистана, Молдавии, Узбекистана.[каких?].

## Описание
Основные направления работы ФСТР:
- Организация и проведение чемпионатов России и других соревнований по спортивному туризму
- Подготовка общественных туристских кадров
- Присуждение спортивных разрядов и званий по спортивному туризму
- Организация работы системы маршрутно-квалификационных комиссий (МКК) по выпуску групп на маршруты
- Взаимодействие с государственными органами по вопросам развития спортивного туризма и путешествий в России
- Пропаганда активных видов путешествий
- Издательская деятельность и деятельность по распространению туристской литературы в стране

Периодические издания ФСТР:
- «Вестник ФСТР»
- Журнал «Путник»
- Журнал «Русский турист» (зарегистрирован в министерстве печати и выпускается каждые 4 года)

Издание книг ФСТР:
- «Пешеходный туризм»
- «Перечень высокогорных перевалов»
- Учебник для вузов «Спортивно-оздоровительный туризм»
- Справочник «Ветераны спортивного туризма»
- «Инструкция по написанию отчётов»

ФСТР принимает участие в издании:
- Журнал «Турист»
- Газета «Вольный Ветер»
- Альманах «Ветер странствий»

## История

### Общество велосипедистов-туристов
Название «российское общество туристов» появилось в 1901 году, однако, датой основания считается[кем?] 1895 год, когда были организованы ялтинское экскурсионное бюро крымско-кавказского горного клуба и первое туристическое общество русский туринг-клуб (объединял вначале туристов-велосипедистов).
Первоначально общество ставило перед собой цель по возможности поощрять прогулки на велосипедах и рекорды на большие расстояния.
После официального создания общество ставило своей целью выработать условия для путешествий на велосипедах по Российской империи и за её пределы, способствовать устройству таких путешествий и организовать совместные поездки на более или менее дальние расстояния. Общество предполагало издавать дорожники и сборники в помощь участникам путешествий, а также постепенно создать карту Российской империи.
- Весна—лето 1894 года — по некоторым[каким?] косвенным данным начало создания общества любителей велосипедных прогулок[источник не указан 799 дней]
- 22 октября 1894 года — публикация в журнале «Велосипед» обращения члена московского клуба велосипедистов, почётного консула всеобщего союза велосипедистов (объединения союзов велосипедного спорта Европы и Америки) Карла Петерса, в котором он призвал провести в 1895 году поездку на велосипедах по маршруту Москва—Петербург
- 1894—1895 годы — обсуждение на страницах журнала «Велосипед» идеи создать в России по образцу западных стран союз велосипедистов-туристов. Формирование группы энтузиастов вокруг этой идеи. Фактическое начало работы общества
- 7 апреля 1895 года — на собрании членов общества избран новый временный комитет общества
- 15 апреля 1895 года в Петербурге по решению министра внутренних дел состоялось учредительное собрание общества велосипедистов-туристов и его официальное открытие.

На первом общем собрании учредителей избран комитет для управления делами общества, выработки программы и устава общества
- 15 марта 1895 года — принятие устава общества
- 1895 год — члены-учредители общества договорились с издателем журнала «Велосипед» Богельманом о том, что этот журнал станет их временным печатным органом
- 21 мая 1895 года — журнал «Велосипед» стал официальном печатным органом общества велосипедистов-туристов. Публикация передовой статьи под названием «От общества велосипедистов-туристов», в которой широкой аудитории сообщалось о начале работы общества и формулировались цели его работы.

Всего к концу 1895 года представители общества велосипедистов-туристов были назначены в 24 городах России
- 1898 год — объявлен всероссийский конкурс по составлению новых маршрутов путеводителей и шоссейных карт. Победители конкурса награждены почётными жетонами
- 31 марта 1899 года — третье утверждение устава общества. Приняты инструкции правлению, местным комитетам и представителям общества в зарубежных регионах
- 1899 год — общество принимает участие в люксембургском международном конгрессе туризма. Общество командирует на конгресс своего представителя Брудерера с целью изучения туризма за границей. На этом же конгрессе общество вступает в международную лигу туристских обществ и вместе с тем принимает на себя серьёзные обязанности по созданию в России всего того, «что было выработано практикой туризма за границей»
- 6—10 июня 1899 года — в Лондоне состоялся первый конгресс интернациональной лиги туристов, где представителем от России был Брудерер
- 1899—1900 годы — инициатива руководства общества по заключению, на основании опыта зарубежных клубов, договоров с владельцами гостиниц, где могли бы на льготных условиях останавливаться члены общества велосипедистов-туристов. Самыми первыми в России гостиницами, владельцы которых заключили с обществом велосипедистов-туристов договоры о льготах членам этого общества и получили право именоваться «Гостиницами общества велосипедистов-туристов», были:
- в Петербурге — «Отель Эрмитаж»;
- в Царском Селе — «Гостиница В.С. Уткина»;
- в Гатчине — «Гостиница Семёна Верёвкина»;
- в Тамбове — «Славянская гостиница».

Через месяц в Тифлисе открылась пятая гостиница — «Ориент»
- 1899 год — выпуск в свет ежемесячного приложения «Дорожник» к журналу «Русский Турист»
- 1899 год — на страницах журнала «Русский турист» учреждена специальная рубрика «О школьных путешествиях и образовательных прогулках», в которой приводился опыт проведения экскурсий в школах России
- Весна 1900 года — на мюнхенской международной спортивной выставке общество награждено золотой медалью за большие заслуги в развитии туризма

После создания института представителей общества на местах началось разъяснение программы и устава общества, установление связи с местными велосипедными организациями. Такая активная политика общества способствовала укреплению его влияния во многих городах России. Она привела к тому, что общество велосипедистов-туристов к началу XX века стало главной туристской организацией России, способствовало росту его авторитета не только в нашей стране, но и во многих странах мира. Общество проводило активную работу по составлению новых шоссейных карт для любителей путешествий.
К 1900 году заключены дружественные договоры с 12-ю заграничными туристскими обществами из Австрии, Бельгии, Германии, Италии, США и других стран[каких?].
Важной инициативой, которая способствовала развитию туризма в стране, была практика по заключению договоров с владельцами гостиниц, где могли бы на льготных условиях останавливаться члены общества. Была напечатана специальная инструкция-ведомость, где указывались сведения о владельце гостиницы, расценке на сдаваемые помещения, питание и возможность получить скидку. Таким гостиницам выдавались особые знаки принадлежности к обществу.
Много внимания в своей деятельности общество отводило организации и проведению школьных экскурсий. Такая работа проводилась в различных учебных заведениях и ведомствах, например, при ярославской дирекции народных училищ, при юрьевском университете, при ряде педагогических институтов и музеев.
Российское общество туристов состояло из почётных, действительных пожизненных членов общества. Вступительный взнос для действительных членов равнялся двум рублям.
Согласно уставу общества членами общества могли быть:
1. Состоящие на действительной военной службе нижние чины и юнкера.
2. Подвергавшиеся ограничениям прав по суду.
3. Административно-ссыльные.
4. Состоявшие под надзором полиции.
5. Профессиональные велосипедисты.
6. Учащиеся в учебных заведениях военного, морского и духовного ведомств.

### Реорганизация русского туринг-клуба
Со дня основания общества, а затем и журнала «Русский турист» шла не слишком приметная, но принципиальная борьба за право считать русский туринг-клуб не только и не столько обществом велосипедистов. Представляя обзор бельгийского бюллетеня туринг-клуба за декабрь 1900 года, редакция журнала «Русский турист» писала:

«Туринг-клуб — отнюдь не исключительно общество циклистов (велосипедистов)… В числе наших сочленов туристов никогда не состояли только одни поклонники „стального коня“. Бельгийский туринг-клуб распространяет свою заботливость на всех туристов и он всегда к услугам каждого, кто путешествует по железной дороге, пешком, верхом на лошади или в экипаже, на автомобиле, яхте, лодке или на велосипеде. Припомним, что некоторые европейские туринг-клубы считали своим долгом обратить внимание на это же. Туринг-клуб обозначает „туризм“, а вовсе не „циклизм“».

- Конец 1901 года — обсуждение на страницах журнала «Русский турист» нового проекта устава русского туринг-клуба. Особенно остро возникли прения о будущем новом названии общества. Резюмируя дискуссию, правление общества подводило её итоги: «Правление пришло к твёрдому убеждению, что слово „велосипедисты“ в переживаемое нами время есть бесспорно слово роковое, и роковое именно для связей, прочного существования и дальнейшего развития общества». Правление общества было убеждено, что общество велосипедистов-туристов неминуемо должно будет превратиться в «русский туринг-клуб». Московский представитель Дитмар предложил при переименовании общества изменить и знак общества, состоящий из трёх букв — Р. Т. К., окружённых трёхцветной лентой государственных цветов. Внизу на банте помещается год основания — 1895
- Конец 1901 года — на основе «русского туринг-клуба» создаётся единое «российское общество туристов». Это явилось поворотным пунктом[1] в истории развития туризма и экскурсий в России. Данный факт отметил председатель российского общества туристов Николай Андреевич де Шарио в декабрьском номере журнала «Русский турист» за 1902 год, поздравляя всех членов общества с Новым годом:

«…Пусть теперь, когда мы уже освободились от односторонности обособленного общества велосипедистов, всякий истинный друг туризма, путешествующий пешком, на лодке, пароходе или по железной дороге, пусть присоединяется к нам. Теперь мы, кажется, имеем право и возможность спросить себя: „Почему же не все русские люди — члены российского общества туристов?“ Ведь общая наша задача и цель (бескорыстная, не мешает добавить) — познавать родную страну и через это научиться любить её, достигается путём разработки и устройства экскурсий, прогулок для посещения городов, монументов, менее известных мест. Причём мы желали бы облегчить переезды наших членов, так сказать, сгладить им путь, делая его, по возможности, без ухабов и „камней преткновения“».

- 15 мая 1902 года — РОТ организует в Санкт-Петербурге всероссийскую выставку спорта. Помимо русских организаций в этой выставке приняли участие зарубежные общества. За активную организацию и участие в этой выставке российское общество туристов было награждено благодарственным дипломом, а его печатный орган журнал «Русский турист» — малой золотой медалью
- Август 1902 года — представитель русского туринг-клуба, присяжный поверенный Миклашевский принял участие в IV международном конгрессе лиги туристских обществ, который состоялся в Женеве
- 1902 год — РОТ на свои средства организовал экскурсию для народных школ города Благовещенска
- 1907 год — при российском обществе туристов создана комиссия «Образовательные экскурсии по России». Она занималась как проведением экскурсий по крупным городам, так и знакомила с природой Крыма, Кавказа, Урала, Средней Азии. Открытие курсов по подготовке руководителей экскурсий, на которых читали лекции общеобразовательного цикла и давали различные знания по будущему маршруту. Экскурсии организовывали петербургское общество народных университетов, тульское общество взаимопомощи учителей, харьковское общество любителей естествознания
- 1907(?) год — создание центральной экскурсионной комиссии при московском учебном округе, ставшей головной организацией по организации туристско-экскурсионной работы для многих учебных округов России. Комиссия располагала музеем и библиотекой по экскурсионным вопросам. Она определяла учебные заведения (гимназии, реальные училища, университеты), которые должны были осуществлять приём экскурсантов
- 1911 год — правление общества переехало из Петербурга в Москву

### РОТ в условиях русской революции
- После революции 1905—1907 годов, когда были отменены многие формальные ограничения на передвижения по стране, туризм стал по-настоящему массовым
- 1910 (?) год — особый отдел департамента полиции завёл специальное дело о деятельности российского общества туристов в связи с тем, что демократически настроенная интеллигенция, революционеры разных направлений оказывали влияние на развитие туризма и экскурсионного дела, на его содержание и даже методы работы с экскурсантами
- 24 июля 1910 года — в записке Санкт-Петербургского охранного отделения в департамент полиции министерства внутренних дел прямо указывалось, что один из способов пропаганды идей социализма — оздоровительные экскурсии слушателей народных университетов, «во время коих пропаганда ведётся совершенно свободно вследствие отсутствия бдительного надзора полиции»
- 31 января 1910 года — в конторе экскурсионной комиссии общества арестованы 11 членов РСДРП, конфискован склад нелегальной литературы, гектограф, шапирограф, изъята партийная переписка
- 1910 год — министерство внутренних дел всячески усложняет оформление заграничных поездок. Выпущен циркуляр, который предписывал «губернаторам устанавливать бдительный надзор за участниками организованных упомянутых комиссией экскурсий» внутри России.

По мнению полицейских, летом 1910 года экскурсионная комиссия московского отделения российского общества туристов почти в каждую группу, отправлявшуюся за границу, включала под вымышленной фамилией «нелегальное лицо». Такой партийный активист в дорожных беседах знакомился с людьми и узнавал их интересы. Полиция была не в силах проследить за ходом всех экскурсий. Это делало их чрезвычайно удобными для пропаганды революционных идей.
Многие экскурсионные комиссии возглавляли выдающиеся деятели своего времени. Так, московское отделение российского общества туристов в 1908 году возглавлял член крестьянского союза профессор Бобринский.
Председателем экскурсионной комиссии Санкт-Петербургского общества народных университетов был член террористической фракции «Народная воля», участник покушения на Александра III, приговорённый к вечной каторге и сидевший до 1905 года в Шлиссельбургской крепости, Михаил Васильевич Новорусский. Летом 1910 года он руководил экскурсией 50 слушателей народных университетов в Финляндию и, как отмечал участвовавший в поездке агент охранки, в течение двух дней вел с экскурсантами беседы на политические темы. Зимой того же года М. В. Новорусский выезжал с туристами в поездку на Иматру (Финляндия), и, как сообщалось в донесении, «ничто не мешало ему вести революционную агитацию».
Сохранилось свидетельство о том, что туристское и экскурсионное дело использовалось даже при проведении загородных экскурсий. В мае 1914 года в Юкках под видом научных экскурсий состоялись политические митинги рабочих, а сампсониевское общество образования и профсоюзы печатников под видом экскурсии в Лахту (Санкт-Петербург) провели 8 июня 1914 года большой митинг.

### Прекращение деятельности Общества
- 1915 год — для развития внутреннего туризма был выдвинут проект создания «русского общества туризма и отчизновения», которое намеревалось соединить путешествие по России с активным изучением истории и географии страны. Разработанные в проекте принципы были использованы при развитии туризма уже в советское время
- В 1916 году общество прекратило свою деятельность в связи с продолжающейся Первой мировой войной

### Попытки восстановления общества в Советской России
После событий 1917 года многие организации и общества в России были запрещены.
- С 1920-х годов свою деятельность возобновило дореволюционное «российское общество туризма» (восстановлено в 19?? году). Оно объединило около 500 человек (из них один рабочий!) и представило собой небольшой замкнутый клуб, стоявший в стороне от новой жизни страны

### Общество пролетарского туризма
- ЦК ВЛКСМ в январе 1927 года выдвинуло идею о создании массового туристского добровольного общества. Однако, убедившись в нереальности быстрого создания новой общественной туристской организации, было решено использовать российское общество туристов — завоевать его изнутри. Осуществило операцию бюро туризма при московском комитете ВЛКСМ. В российское общество туристов вступило около 1500 молодых туристов, затем они потребовали созыва очередной конференции. На московской конференции туристов, состоявшейся в январе 1929 года они высказали предложение о переименовании российского общества туристов в общество пролетарского туризма РСФСР. Некоторые делегаты возражали против формулировки «пролетарский туризм», на что туристы-рабочие, уже прочно взявшие руководство обществом в свои в руки, отвечали: «…В туризме, как и в обществе, участвуют и рабочие, и трудящиеся крестьяне, и учащиеся, и служащие. Но идеи туризма и общества — пролетарские, цели туризма и та культура, которой он должен служить, — пролетарские, и, наконец, руководство в обществе — пролетарское». После московской конференции новое руководство вошло с ходатайством в народный комиссариат внутренних дел РСФСР об изменении названия и устава общества, и 30 ноября 1929 года предложенный устав был утверждён. По некоторым данным устав ОПТ утверждён ЦИК РСФСР в июне 1929 года
- 1929 года предложенный устав был утверждён. Так завершилась история российского общества туристов и в стране появилась новая массовая туристская организация — общество пролетарского туризма РСФСР (ОПТ). Его председателем стал Крыленко. Позже (в 1929 году) оно было преобразовано в общество пролетарского туризма (ОПТ), с 1930 года оно стало всесоюзным (ОПТЭ). Возглавлял его нарком Крыленко. К 1935 году число его членов достигло 790 тысяч человек. В 1936 году произошла реорганизация всей системы туризма в стране, внедрение новых организационных форм управления. 17.01.1936 ЦИК принял постановление «О ликвидации ВОПТЭ» и возложил руководство над работой в области туризма и альпинизма на всесоюзный совет физической культуры при ЦИК СССР. В 1920—1930-е годы в СССР альпинизм и горный туризм в современном понимании этих слов считались единым видом туризма, и развивались государством в системе ОПТЭ.

В 1936 году руководство туризмом в стране было передано физкультурным организациям и ВЦСПС.

### Центральный совет по туризму и экскурсиям
- В 1962 году решением ВЦСПС ТЭУ были преобразованы в центральный совет по туризму и экскурсиям (ЦСТЭ), республиканские и областные советы, в ведение которых полностью перешёл самодеятельный туризм. При ЦСТЭ и советах на местах начали работать секции и комиссии по видам туризма, создавались областные и городские туристские клубы
- В 1985 году федерация стала называться «всесоюзной».

### Туристско-спортивный союз России
- В 1992 году после распада СССР был создан международный туристско-спортивный союз, а в 2002 году была учреждена международная федерация спортивного туризма, объединившая туристов стран СНГ и Прибалтики. Туристско-спортивный союз и его технический комитет федерация спортивного туризма России стала работать при госкомспорте России. Президентом стал ЗМС И. Е. Востоков. Спортивный туризм был включён в единую всероссийскую спортивную классификацию
- С 1994 года спортивным туристам присваиваются звания МС, МСМК и ЗМС[2]

### Федерация спортивного туризма России
В 2012 году в соответствии с решением внеочередного съезда ТССР 24 ноября 2012 года в Москве в соответствии с рекомендациями комиссии по аккредитации минспорта России проведено изменение наименования общероссийской общественной организации «туристско-спортивный союз России» (ТССР) на общероссийскую общественную организацию «федерация спортивного туризма России» (ФСТР).

## Наиболее значительные показатели деятельности
Наиболее значительные итоги деятельности российского общества туристов за время его существования с 1895 года, опубликованные в журнале «Русский турист», № 1 за 1912 год.
1. Образован справочный медицинский отдел, разъясняющий вопросы, связанные с путешествиями с лечебной целью как по России, так и за границей. Отдел имеет во всех курортах своих консулов.
2. По распоряжению русского, бельгийского, швейцарского и итальянского министерства финансов российское общество туристов пользуется особыми таможенными льготами.
3. Общество награждено 3 почетными наградами на выставках.
4. Издается уже 14-й год журнал под названием «Русский турист», удостоенный золотой медалью.
5. Издано более 20 дорожных карт и планов городов России.
6. Вступило в союз со всеми заграничными обществами и вместе с тем состоит в международной лиге туристских обществ.
7. Образовало дорожный и путевой капиталы и выдало на них пособия.
8. Устроило 5 ученических экскурсий, ассигновав на это дело более 2500 рублей.
9. Образовало 25 комитетов и открыло свыше 100 представительств в главных городах России (Прим.ред. — Петербург, Москва, Киев, Ростов-на-Дону, Рига, Харьков, Екатеринодар, Вильно, Варшава, Курган, Тобольск, Благовещенск и ряд других).
10. Устраивает круглый год совместные загородные экскурсии на пароходах, автомобилях, велосипедах, лыжах.
11. Устраивает для членов заграничные экскурсии.
12. Снабжает путешественников необходимыми для них сведениями и справками, составляет маршруты.
13. Достигло особых скидок в гостиницах и различных магазинах России, а также за границей.
14. Основало собственную библиотеку.

### Выдающиеся путешествия членов ФСТР

#### кругосветное путешествие «героя колеса»

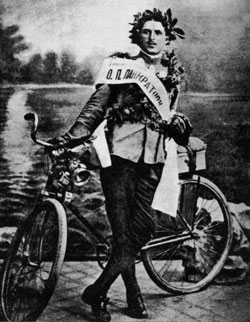
Панкратов Онисим Петрович

10 июля 1911 — 28 июля 1913. Беспримерное кругосветное путешествие «героя колеса» Онисима Петровича Панкратова, жителя русской колонии в Харбине. Попытки многих иностранных туристов совершить к тому времени кругосветное путешествие на велосипеде закончились неудачей. «Я поехал в кругосветное путешествие как русский спортсмен, с национальным флагом нашей Родины», — записал в своем дневнике О. П. Панкратов, начиная это путешествие. 28 июля 1913 года Харбин встречал своего героя. Почётный трофей — бриллиантовая пальмовая ветвь украсила грудь российского спортсмена, харбинского часовщика, проехавшего 50 тысяч километров вокруг света.

#### Экспедиция «Огненный пояс Земли»
2011—2013. Маршрут экспедиции прошёл вдоль вулканического пояса земли по территориям таких стран как Россия—США—Канада—США—Мексика—Гватемала—Сальвадор—Никарагуа—Коста-Рика—Панама—Колумбия—Эквадор—Перу—Чили—Аргентина—Новая Зеландия—Австралия—Индонезия—Филиппины—Япония—Россия. Старт экспедиции состоялся в феврале 2011. Уникальность этого проекта заключается в беспрерывном прохождении вокруг земного шара вдоль «Тихоокеанского огненного кольца».
Путешественники пересекли 4 континента, сделали восхождения на самые высокие действующие и недействующие вулканы всех материков и островов, входящих в огненный пояс земли. На пути лежали места древних цивилизаций, пустыни, ледники, каньоны, самые длинные горные цепи земного шара, острова населённые людоедами и самые развитые государства современности. Путешествие разделено на этапы, каждый из которых проходил только активными способами передвижения: пешком, лыжи, мото, вело, яхта, катамаран. На всём протяжении экспедиции путешественниками велась исследовательская работа и съёмка кино-фото материалов. Это первое в истории российского и мирового спорта беспрерывное кругосветное путешествие вдоль «Тихоокеанского огненного кольца» активными способами передвижения (мотоцикл, велосипед, яхта, лыжи, пешком). Всего пройдено более 70 000 км.
По итогам экспедиции подготовлен документальный фильм с последующим его показом по российским телеканалам.
4 июля 2013 года экспедиция вернулась в Краснодар.